# 열려라 꿈동산
열려라 꿈동산은 1996년 3월 4일부터 4월 30일까지 방송되었던 어린이 프로그램이다.

## 애니메이션 목록
- 《개구리 필버트》
- 《글래디가의 모험》
- 《꾸러기마녀 노노》
- 《꾸러기 수비대》
- 《날아라 슈퍼보드》
- 《날아라 호빵맨》
- 《내친구 무스티》
- 《녹색전사 내피》
- 《놀도 아저씨》
- 《도도의 모험》
- 《동물사랑》
- 《동화나라 ABC》
- 《동화속 영어나라》
- 《딱따구리》
- 《딸꾹질 아저씨》
- 《레티네 가족》
- 《매직펜슬》
- 《멀크와 스웽크》
- 《보조개 왕자》
- 《빕밥 서커스단》
- 《빙뱅붐》
- 《세 쌍둥이》
- 《슈퍼마리오 TAS》
- 《스트리피》
- 《사투리쇼 얼룩말》
- 《신비한 동물세계》
- 《아기공룡 둘리》
- 《아프리카 소년 킴부》
- 《알파벳 교실》
- 《어린이 만화 동요 노래방》
- 《엉터리 구조대》
- 《우리들 세상》
- 《음악 판타지 꿈》
- 《즐거운 공원》
- 《참새친구 처피》
- 《토토의 꿈동산》
- 《패트와 매트》
- 《EQ의 천재들》